# Burg Meerspurg
Die Burg Meerspurg ist eine abgegangene Burg in der Stadt Ulm in Baden-Württemberg.
Von der im 13. Jahrhundert erwähnten nicht mehr lokalisierbaren Burg ist nichts mehr erhalten.